# Ноксепатер (Міссісіпі)
Ноксепатер (англ. Noxapater) — місто (англ. town) в США, в окрузі Вінстон штату Міссісіпі. Населення — 390 осіб (2020).

## Географія
Ноксепатер розташований за координатами 32°59′37″ пн. ш. 89°3′49″ зх. д. / 32.99361° пн. ш. 89.06361° зх. д. (32.993583, -89.063532).  За даними Бюро перепису населення США в 2010 році місто мало площу 2,61 км², уся площа — суходіл.

## Демографія
Згідно з переписом 2010 року, у місті мешкали 472 особи в 190 домогосподарствах у складі 123 родин. Густота населення становила 181 особа/км².  Було 221 помешкання (85/км²).
Расовий склад населення:
| - 61,0 % — білих - 37,7 % — чорних або афроамериканців - 0,2 % — корінних американців - 0,2 % — азіатів |

До двох чи більше рас належало 0,8 %. Частка іспаномовних становила 2,5 % від усіх жителів.
За віковим діапазоном населення розподілялося таким чином: 26,1 % — особи молодші 18 років, 54,4 % — особи у віці 18—64 років, 19,5 % — особи у віці 65 років та старші. Медіана віку мешканця становила 37,0 року. На 100 осіб жіночої статі у місті припадало 84,4 чоловіків;  на 100 жінок у віці від 18 років та старших — 87,6 чоловіків також старших 18 років.
Середній дохід на одне домашнє господарство  становив 31 181 долар США (медіана — 26 964), а середній дохід на одну сім'ю — 34 834 долари (медіана — 28 864). За межею бідності перебувало 21,1 % осіб, у тому числі 33,8 % дітей у віці до 18 років та 14,0 % осіб у віці 65 років та старших.
Цивільне працевлаштоване населення становило 125 осіб. Основні галузі зайнятості: виробництво — 27,2 %, мистецтво, розваги та відпочинок — 19,2 %, будівництво — 13,6 %, сільське господарство, лісництво, риболовля — 8,8 %.